# 40-е годы до н. э.
40-е (сороковы́е) го́ды до на́шей э́ры по пролептическому юлианскому / юлианскому календарю (с 1 января 45 года до н. э.) — промежуток времени с 1 января 49 года до н. э. по 31 декабря 40 года до н. э., включающий с 49 по 41 годы 6-го десятилетия  и 40 год 7-го десятилетия I века 1-го тысячелетия до н. э. Им предшествовали 50-е годы до н. э., за ними следовали 30-е годы до н. э. Они закончились 2065 лет назад.

## Важнейшие события
- Парфянское вторжение в Сирию и Малую Азию (50—47 до н. э.)[1].
- Гражданская война в Древнем Риме (49—45 годы до н. э.).
- Убийство Гая Юлия Цезаря (15 марта 44 года до н. э.).
- «Сицилийское восстание» (43—36 годы до н. э.).
- Образование 2-го триумвирата (октябрь 43 года до н. э.).
- Гражданская война в Древнем Риме (44—42 годы до н. э.).
- Перузинская война (41—40 годы до н. э.).
- Конец 40-х годов — иберы и албаны подняли восстание против Рима.